# Марцинкявичюс, Юстинас
Юсти́нас Марцинкя́вичюс (лит. Justinas Marcinkevičius; 10 марта 1930, дер. Важаткемис, Пренайский район — 16 февраля 2011, Вильнюс, Литва) — советский литовский поэт, прозаик, драматург и переводчик. Народный поэт Литовской ССР (1978). Заслуженный деятель искусств Литовской ССР (1975). Лауреат Национальной премии Литвы по культуре и искусству (2001).

## Биография
Родился в крестьянской семье. Окончил историко-филологический факультет Вильнюсского университета (1954). Состоял в КПСС с 1957 года. Был секретарём правления Союза писателей Литвы, затем заместителем председателя СПЛ.
Участвовал в руководстве Саюдиса. Действительный член Академии наук Литвы. Награждён советскими орденами Дружбы народов (07.03.1980) и «Знак Почёта» (1964), литовскими орденами Витаутаса Великого (Кавалер Большого креста) (03.02.2003), Великого князя Литовского Гядиминаса I (1997) и III (1993) степени, дважды — Государственной премией Литовской ССР (1957, 1969), премией «Сантарве» («Согласия», Santarvės premija, 1994), премией Балтийской ассамблеи в области литературы (2001), национальной премией прогресса Литвы (2008).
Награждён польским орденом Заслуг перед Республикой Польша в степени «Великий офицер» (1997), норвежским орденом Заслуг в степени «Командор» (1998) и эстонским орденом Белой звезды 2 класса (2004). 
Награждён медалями: Независимости Литвы (2000), По случаю двадцатой годовщины восстановления независимости Литвы (2010) и памятным знаком за личный вклад в развитие трансатлантических отношений Литвы и по случаю приглашения Литовской Республики в НАТО (2003).
С 7 декабря 2010 года после того, как он упал на лестничной клетке дома, в котором жил, и получил черепно-мозговую травму и перелом шейного позвонка, Марцинкявичюс находился в Вильнюсской университетской больнице скорой помощи, где и умер 16 февраля 2011 года. В память об усопшем поэте в Литве с 7:00 в пятницу 18 февраля до 22:00 в субботу 19 февраля был объявлен траур. Церемония прощания прошла в Большом зале Академии наук Литвы в Вильнюсе 18 февраля. 19 февраля состоялись похороны Марцинкявичюса на Антакальнисском кладбище.
3 июля 2012 года во дворе Сарбевия Вильнюсского университета при участии президента Литовской Республики Дали Грибаускайте, министра культуры Арунаса Гелунаса, ректор университета Бенедиктаса Юодки была торжественно открыта мемориальная доска с барельефом поэта в память Юстинаса Марцинкявичюса.

## Литературная деятельность
Первый сборник стихов «Прошу слова» опубликован в 1955 году. Поэма «Двадцатая весна» (1956; Государственная премия Литовской ССР, 1957) посвящена жизни литовской молодёжи в послевоенные годы. Повесть «Сосна, которая смеялась» (1961, русский перевод 1963) о нравственном возмужании молодёжи позднее вызвала дискуссии как возможный пасквиль на прозападную ориентацию части литовской интеллигенции поколения Томаса Венцловы.
Поэма «Кровь и пепел» (1960, русский перевод 1964) о фашистских преступлениях, «Публицистическая поэма» (1961, русский перевод 1963), сборники стихов «Руки, делящие хлеб» (1963), «Деревянные мосты» (1966, русский перевод 1970), «Пылающий куст» (1968) о жизни и судьбах современников.
Автор книг для детей («Скорая помощь», «Война грибов» и другие).
Драматические поэмы «Донелайтис» (1964), «Стена» (1965, русский перевод 1968), драмы «Миндаугас» (1968; Государственная премия Литовской ССР, 1969; русский перевод 1972) и «Собор» (1971) составили тетралогию об исторических судьбах литовского народа.

## Переводческая деятельность
Переводил произведения А. С. Пушкина (в частности, поэму «Бахчисарайский фонтан»), С. А. Есенина, Адама Мицкевича, эстонский народный эпос «Калевипоэг», карело-финский народный эпос «Калевала» и др.

## Переводы
В журналах, альманахах, антологиях стихи Марцинкявичюса печатались в переводах на испанском, итальянском, финском, французском и других языках. Отдельные издания выходили на английском, армянском, болгарском, венгерском, грузинском, киргизском, латышском, молдавском, немецком, норвежском, румынском, сербском, словацком, узбекском, украинском, чешском, эстонском и других языках. На русский язык его стихи и поэмы переводили среди прочих Михаил Двинский, Георгий Ефремов, Юрий Кобрин, Александр Межиров, Надежда Мальцева, Роберт Рождественский, Давид Самойлов.

### Избранные переводы на русский язык
- Дикая груша; пер. Д. Орловской. Вильнюс: Гослитиздат, 1962
- Публицистическая поэма; пер. Р. Рождественского. Москва: Советский писатель, 1963
- Почему улетел аист; пер. И. Мазнина и Л. Мезинова. Москва : Малыш, 1972
- Миндаугас: драма-поэма в двух частях; пер. А. Межирова. Вильнюс: Вага, 1973
- Кровь и пепел; Стена; Миндаугас: поэмы; пер. А. Межирова. Москва: Художественная литература, 1973
- Скорая помощь; пер. Н. Мальцевой. Вильнюс: Vaga, 1975
- Собор: драмат. поэма; пер. Д. Самойлова. Вильнюс: Вага, 1977
- Кровь и пепел: героическая поэма; пер. А. Межирова. Вильнюс: Vaga, 1979
- Война грибов: поэма; пер. Надежды Мальцевой. Вильнюс: Витурис, 1988

## Издания

### Собрания сочинений
- Raštai, 4 t. («Сочинения», 4 т.). Vilnius: Vaga, 1975—1978
- Raštai, 5 t. («Сочинения», 5 т.). Vilnius: Vaga, 1982—1983

### Поэмы
- Dvidešimtas pavasaris: poema. Vilnius: Valst. grož. lit. l-kla, 1956 (повторные издания 1960, 1970)
- Kraujas ir pelenai: herojinė poema. Vilnius: Valstybinė grožinės literatūros leidykla, 1960 (повторное изд. 1961)
- Publicistinė poema. Vilnius: Valstybinė grožinės literatūros leidykla, 1961
- Donelaitis: poema. Vilnius: Vaga, 1964
- Siena: miesto poema. Vilnius: Vaga, 1965
- Baladė apie Ievą. Vilnius: Vaga, 1965
- Poemos. 2 t. Vilnius: Vaga, 1972
- Šešios poemos. Vilnius: Vaga, 1973
- Kraujas ir pelenai; Siena; Publicistinė poema; Heroica arba Prometėjo pasmerkimas: poemos. Vilnius: Vaga, 1977
- Pažinimo medis: poema. Vilnius: Vaga, 1979 (повторное изд. 2001)
- Carmina minora: poema. Vilnius: Tyto alba, 2000
- Devyni broliai: baladžių poema. Kaunas: Santara, 2000

### Книги стихов
- Daina prie laužo. Vilnius: Valst. grož. lit. l-kla, 1955
- Prašau žodžio: eilėraščiai. Vilnius: Valstybinė grožinės literatūros leidykla, 1955
- Duoną raikančios rankos. Vilnius: Valstybinė grožinės literatūros leidykla, 1963
- Mediniai tiltai: eilėraščiai. Vilnius: Vaga, 1966
- Liepsnojantis krūmas. Vilnius: Vaga, 1968
- Sena abėcėlė: eilėraščiai. Vilnius: Vaga, 1969
- Gyvenimo švelnus prisiglaudimas: lyrika. Vilnius: Vaga, 1978
- Būk ir palaimink: lyrika. Vilnius: Vaga, 1980
- Tokia yra meilė = Love is like this: eilėraščiai; vertė Lionginas Pažūsis. Vilnius: Vaga, 1983
- Vienintelė žemė: eilėraščiai. Vilnius: Vaga, 1984
- Už gyvus ir mirusius: lyrika. Vilnius: Vaga, 1988
- Lopšinė gimtinei ir motinai: eilėraščiai. Vilnius: Vaga, 1992
- Prie rugių ir prie ugnies: eilėraščiai. Vilnius: Lituanus, 1992
- Eilėraščiai iš dienoraščio. Kaunas: Spindulys, 1993 (2-изд. 1994)
- Žingsnis. Kaunas: Santara, 1998
- Poezija. 2 kn. Vilnius: Vaga, 2000
- Dienos drobulė: eilėraščiai. Vilnius : Lietuvos rašytojų sąjungos leidykla, 2002

### Драмы
- Mindaugas: dviejų dalių drama-poema. Vilnius: Vaga, 1968 (повторные изд. 1970, 1978)
- Katedra: 10-ties giesmių drama: Vilniaus m. 650-sioms metinėms. Vilnius: Vaga, 1971
- Čičinskas: dramatizuota 3-jų d. poema su prologu ir epilogu. Vilnius: Vaga, 1976
- Mažvydas: trijų dalių giesmė. Vilnius: Vaga, 1977 (повторное изд. 1996)
- Mindaugas; Mažvydas; Katedra: draminė trilogija. Kaunas : Šviesa, 1988
- Daukantas: dviejų dalių draminė apysaka. Kaunas: Santara, 1997

### Повесть
- Pušis, kuri juokėsi: apysaka. Kaunas: Šviesa, 1971

### Книги для детей
- Grybų karas. Vilnius: Valst. grož. lit. l-kla, 1958 (повторные изд. 1970, 1988, 1995, 2002)
- Laukinė kriaušė. Vilnius: Valst. grož. lit. l-kla, 1960 (повторные изд. 1973, 1982)
- Greitoji pagalba: eilėraščiai. Vilnius: Vaga, 1968 (повторные изд. 1977, 2001)
- U-ti-ti-ti, šalta: eilėraščiai. Vilnius: Vaga, 1969 (повторное изд. 1998)
- Skrendančios pušys: eilėraščiai, 1962—1977: vyresniam mokykliniam amžiui. Vilnius: Vaga, 1979
- Voro vestuvės: poema: ikimokykliniam amžiui. Vilnius: Vaga, 1980 (повторное изд. 2002)
- Mašinų paradas: žaislinė knygelė: ikimokykliniam ir jaunesniam mokykliniam amžiui. Vilnius: Vyturys, 1988

### Книги эссе
- Dienoraštis be datų. Vilnius: Vaga, 1981 (повторное изд. 1999)
- Tekančios upės vienybė. Kaunas: Spindulys, 1994 (повторное изд. 1995)

### Переводы
- A. Mickevičius. Vėlinės («Дзяды»). Vilnius: Valst. grož. lit. l-kla, 1958
- A. Mickevičius. Meilės sonetai («Любовные сонеты»). Vilnius: Valst. grož. lit. l-kla, 1961
- S. Jeseninas. Baltoji obelų pūga. Vilnius: Valst. grož. lit. l-kla, 1961
- Sergejus Jeseninas. Poezija. Vilnius: Valst. grož. lit. l-kla, 1961
- Sergejus Jeseninas. Mėlynas gaisras. Vilnius: Vaga, 1965
- Kalevala. Vilnius: Vaga, 1972
- Kalevala. Vilnius: Vaga, 1986